# Димитър Карадалиев
Димитър Ангелов Карадалиев е бивш български футболист, защитник. Роден е на 29 април 1971 г. в Петрич. Висок е 180 см и тежи 76 кг. Играл е за Беласица, Литекс и Черно море. В А група има 132 мача и 8 гола. Шампион на България през 1998 и 1999 с Литекс, вицешампион през 2002, носител на купата на страната през 2001 г. За Литекс има 12 мача в евротурнирите (5 за КЕШ и 7 за купата на УЕФА).

## Статистика по сезони
- Беласица - 1990/91 - В група, 8 мача/1 гол
- Беласица - 1991/92 - Б група, 27/2
- Беласица - 1992/93 - Б група, 36/4
- Литекс - 1993/94 - Б група, 25/3
- Литекс - 1994/95 - А група, 28/3
- Литекс - 1995/96 - А група, 29/2
- Литекс - 1996/97 - Б група, 31/3
- Литекс - 1997/98 - А група, 1/0
- Литекс - 1998/99 - А група, 16/1
- Литекс - 1999/00 - А група, 14/0
- Литекс - 2000/01 - А група, 8/0
- Черно море - 2001/ес. - А група, 3/0
- Литекс - 2001/02 - А група, 3/0
- Беласица - 2003/пр. - Б група, 4/0